# Pissing in a River
Pissing in a River è un singolo della cantautrice statunitense Patti Smith, pubblicato nel 1976. Il brano, coscritto da Patti Smith e Ivan Kral, è stato estratto dall'album Radio Ethiopia.

## Tracce
- 7"

1. Pissing in a River
2. Ask the Angels

## In altri media
La canzone è inserita nei film Times Square (1980) e All Over Me (1997).